# Ctenus nigritus
Ctenus nigritus là một loài nhện trong họ Ctenidae.
Loài này thuộc chi Ctenus. Ctenus nigritus được Frederick Octavius Pickard-Cambridge miêu tả năm 1897.